# Antônio Arthur Braga
Antônio Arthur Braga, ou simplesmente Coronel Braga (Cruzeiro, 3 de fevereiro de 1932 – Rio de Janeiro, 8 de dezembro de 2003), foi um aviador brasileiro e comandante da Esquadrilha da Fumaça.
Apesar de paulista, se dizia "um carioca de coração" e um apaixonado pelo bairro onde sempre viveu, Botafogo.

## Biografia
Entrou para a Força Aérea Brasileira em 1950 na Escola Preparatória de Cadetes do Ar (EPCAR) de Barbacena (Minas Gerais).
Em 1952, ingressou na Escola de Aeronáutica no Campo dos Afonsos, sendo declarado aspirante em 1955. Prestou serviço como instrutor de voo em aeronaves PT-19 e T-6. Nessa época já existia a Esquadrilha da Fumaça, criada em 1952, fruto da iniciativa dos instrutores do Campo dos Afonsos, visando desenvolver nos cadetes o gosto pela acrobacia para o treinamento militar, utilizando justamente os aviões americanos T-6.
Em 1959, aceitou convite da Esquadrilha e entrou para seus quadros. Em 1960, o então Tenente Braga foi chamado para ser líder da Esquadrilha, que só foi oficializada em 1963, quando já fazia grande sucesso no país. Braga permaneceu por 17 anos, dos quais 12 em seu comando, tendo realizado mais de 1000 demonstrações sem sofrer um único acidente.
Como resultado de campanhas de arrecadação e doação de seus amigos, em 1977 o Cel. Braga foi presenteado com o T-6 PT-TRB (de "Toninho Rio do Braço") — carinhosamente chamado de "Meu T-Meinha", com o qual continuou a fazer acrobacias em shows aéreos. Com mais de 8 mil horas de voo apenas neste avião, tornou-se recordista mundial.
Após prestar serviços administrativos no DAC, o Cel Braga passou a atuar como Oficial de Operações na diretoria do Museu Aeroespacial da FAB.
O Museu Aeroespacial tem em seu acervo a aeronave de matrícula FAB 1559, voada pelo Coronel Antônio Arthur Braga, recordista mundial de horas de voo em aviões T-6 e comandante da Esquadrilha da Fumaça.
O PT-TRB encontra-se em exposição no Hangar do Esquadrão de Demonstração Aérea (Esquadrilha da Fumaça), Academia da Força Aérea, em Pirassununga, Estado de São Paulo.
Faleceu aos 71 anos, de câncer, no Hospital da Aeronáutica do Galeão.